# توني أتكينز (سياسية)
توني غايل أتكينز (بالإنجليزية: Toni Gayle Atkins) (من مواليد 1 أغسطس 1962) هي سياسية أمريكية شغلت منصب الرئيسة الحادية والخمسين والحالية لمجلس شيوخ ولاية كاليفورنيا منذ عام 2018. وشغلت سابقا كعضوة في الحزب الديمقراطي الأمريكي منصب الرئيس التاسع والستين لجمعية ولاية كاليفورنيا من 2014 إلى 2016. وهي تمثل المنطقة 39 في مجلس الشيوخ في الولاية منذ عام 2016 والتي تشمل معظم سان دييغو.
أصبحت المرأة الثالثة وأول امرأة مثلية يتم انتخابها كرئيسة لمجلس الولاية، وكذلك أول مشرع من سان دييغو يشغل هذا المنصب. عملت في مجلس مدينة سان دييغو من عام 2000 إلى عام 2008، بما في ذلك منصب القائمة بأعمال رئيس بلدية سان دييغو في عام 2005. ما جعلها أول إمرأة مثلية علنًا تشغل منصب رئيس بلدية سان دييغو. كما شغلت منصب القائمة بأعمال حاكم ولاية كاليفورنيا لمدة تسع ساعات في 30 يوليو 2014، مما جعل لها «أول حاكم مثلي الجنس علنًا» في كاليفورنيا. خلفت أتكينز في عام 2018 كيفن دي ليون كرئيسة لمجلس شيوخ الولاية مما جعلها هذا أول امرأة وأول شخص من مجتمع المثليين علنًا يترأس مجلس شيوخ ولاية كاليفورنيا. كانت أتكينز قد بدأت منذ عام 2021 في جمع التبرعات للانتخابات المقررة عام 2026 لنائب حاكم ولاية كاليفورنيا.
توني إمرأة مثلية علنا، وهي متزوجة من امرأة أخرى تدعى جينيفر ليسار.

## النشأة والتعليم
أمضت أتكينز سنواتها الأولى في ماكس ميدوز، فيرجينيا وانتقلت إلى روانوك في سن السابعة. كان والدها عامل منجم ووالدتها خياطة. ونشأت في منزل لا توجد فيه مياه شرب. تخرجت من كلية إيموري وهنري في عام 1984 وحصلت على درجة البكالوريوس في العلوم السياسية، مع التركيز على تنظيم المجتمع. أكملت أتكنز في عام 2004 برنامج كلية جون إف كينيدي للحكومة بجامعة هارفارد لكبار المسؤولين التنفيذيين في حكومة الولاية والحكومة المحلية التابع لزمالة القيادة في مؤسسة ديفيد بونيت لمعهد نصرة المثليين (بالإنجليزية: Harvard University's John F. Kennedy School of Government program for Senior Executives in State and Local Government as a David Bohnett Foundation LGBTQ Victory Institute Leadership Fellow). انتقلت أتكينز إلى سان دييغو عام 1985.

## مجلس مدينة سان دييغو
انضمت أتكينز في البداية عندما قدمت إلى سان دييغو إلى موظفي «مركز وومنكاير الصحي» كمديرة لخدمات العيادة. ثم عملت لعدة سنوات كممثلة للمجلس ومحللة سياسات لعضو مجلس المدينة كريستين كيهو. تم انتخاب أتكينز في مقعد كيهو في مجلس المدينة في 7 نوفمبر 2000، وذلك انتخاب كيهو في المجلس التشريعي للولاية. وأعيد انتخابها في مارس 2004 دون الحاجة إلى جولة الإعادة في نوفمبر.
استقال رئيس البلدية ديك مورفي في أبريل 2005 بعد انتقادات لتعاملة مع المشاكل المالية للمدينة. وشغل عضو المجلس مايكل زوكيت الذي كان نائب رئيس البلدية المنص ولكنه استقال بعد ثلاثة أيام مع عضو المجلس رالف إنزونزا بعد إدانتهما بالاحتيال الإلكتروني وانتهاكات لقانون هوبز. تم اختيار أتكينز في تصويت طارئ في 19 يوليو من قبل أعضاء المجلس الخمسة الآخرين لتولي منصب رئيسة البلدية المؤقتة لمدة أسبوع واحد. وأعادوا التأكيد على اختيارهم في 25 يوليو وعينوا أتكيز كرئيسة بلدية مؤقتة حتى أدى جيري ساندرز اليمين كرئيس للبلدية في 5 ديسمبر. كانت أتكينز أول إمرأة مثلية علنًا تشعل منصب رئيس بلدية سان دييغو.
مثلت أتكيمز أثناء عضويتها في المجلس مدينة سان دييغو في فرع سان دييغو التابع لرابطة المدن وكذلك في مجلس الإدارة واللجنة التنفيذية لنظام متروبوليتان ترانزيت. وشغلت منصبا في مجموعة عمل الإسكان الإقليمية التابعة لرابطة سان دييغو للحكومات كبديل للجنة النقل ولجنة التخطيط الإقليمية وفرقة العمل المشتركة للمشردين في المدينة/المقاطعة. وهي لا تزال تعمل في منظمة الحفاظ على نهر سان دييغو بصفتها مُعينًا لرئيس مجلس ولاية كاليفورنيا السابق هيرب ويسون. وٱدرجت ضمن أولوياتها الإسكان الميسور التكلفة وحقوق العمال وتنشيط الأحياء وإعادة تطوير الأحياء الحضرية القديمة في سان دييغو.

## المجلس التشريعي للولاية

### مجلس الولاية
ٱنتخبت أتكينز لعضوية مجلس الولاية في نوفمبر 2010 وحصلت على 57.7% من الأصوات. مثلت منطقة التجمع رقم 76 في نوفمبر 2012 ترشحت في منطقة التجمع الثامنة والسبعين بسبب إعادة تقسيم الدوائر، وفازت بنسبة 62% من الأصوات.
قدمت في عام 2012 «AB 1522» وهو مشروع قانون لمنع منح الدعم المالي وحقوق الزوج الأخرى للأزواج المسيئين. استوحى مشروع القانون من قضية امرأة من سان دييغو أُمرت بدفع رسوم قانونية ودعم الزوج لزوجها السابق رغم أنه كان في السجن بسبب الإساءة إليها.
وكانت زعيمة الأغلبية في جمعية ولاية كاليفورنيا في عام 2012؛ وتم اختيارها من قبل كتلة الحزب الديمقراطي في يناير 2014 لتتولى منصب رئيس المجلس في وقت لاحق من العام ولتحل محل رئيس المجلس جون بيريز. كانت أول رئيس للجمعية من سان دييغو، وأول امرأة مثلية الجنس تشغل هذا المنصب؛ وثالث امرأة تقوم بذلك. أعيد انتخاب أتكينز كرئيسة لمجلس النواب من قبل تجمع الحزب الديمقراطي في نوفمبر 2014. وساعدت بصفتها رئيسة له في كتابة وتأمين مرور لسندات مائية بقيمة 7.5 مليار دولار تمت الموافقة عليها من قبل المجلس التشريعي والناخبين في عام 2014. واجهت أتكينز نقدا بسبب تصويتها على تشريع من شأنه أن يحد من تكوين تجمع مختار. تنحت أتكينز عن منصبها كرئيسة للمجلس في مارس 2016.

### مجلس شيوخ الولاية
ترشحت كمرشحة عن المنطقة التاسعة والثلاثين في مجلس الشيوخ بولاية كاليفورنيا في عام 2016 متحدية في البداية شاغل المنصب الديقراطي مارتي بلوك والذي انسحب لاحقا من السباق. وهزمت أتكينز المرشح عن الحزب الجمهوري جون رينيسون بنسبة 63% من الأصوات.
خلفت أتكينز كيفن دي ليون كرئيسة لمجلس شيوخ ولاية كاليفورنيا. مما جعلها أول امرأة وأول فرد من مجتمع المثليين علنًا يشغل منصب رئيس مجلس شيوخ ولاية كاليفورنيا.

#### التشريع الخاص بالإسكان
بعد أن صوت رئيس لجنة التخصيصات في مجلس الشيوخ أنتوني بورتانتينو مجلس الشيوخ ضد مغادرة «مشروع القانون رقم 50» من اللجنة في مايو 2019، وهو مشروع قانون يقترح إصلاحات رئيسية لمعالجة نقص المساكن في كاليفورنيا عن طريق الحد من السيطرة المحلية (مثل طلب السماح ببناء المزيد من الشقق بالقرب من وسائل النقل العام وفي الضواحي ذات ارتفاع رواتب الوظائف) ودخول مجلس الشيوخ للمناقشة والتصويت، رفضت أتكينز التدخل وإخراج مشروع القانون من اللجنة وهو الأمر الذي كان ضمن صلاحياتها. اتهم أنصار مشروع القانون بورتانتينو بإساءة استخدام صلاحياته لحرمان مشروع القانون 50 من المناقشة والتصويت في مجلس الشيوخ. عملت أتكينز على منع المشرعين من إعادة مشروع القانون للنظر فيه في ذلك العام. ولا يمكن النظر في مشروع القانون من قبل مجلس الشيوخ حتى عام 2020 بسبب هذا التأخير.
عندما تم إعادة النظر في مشروع القانون في يناير 2020 مارست أتكينز سلطاتها البرلمانية لإخراج مشروع القانون من لجنة بورتانتينو. وصل مشروع القانون إلى قاعة مجلس الشيوخ وتم هزيمته بعد ذلك بعد عدة تصويتات عامة.

#### التشريعات الخاصة بالمناخ
واجهت أتكينز انتقادات لقبولها تبرعات من شركات الوقود الأحفوري وفشلها في تمرير تشريعات المناخ الرئيسية. لاحظ النقاد على وجه الخصوص بأنها عينت معارضي النشاط البيئي في اللجان التي سيكون لهم فيها تأثير كبير على تشريعات المناخ.

## الحياة الشخصية
أتكينز امرأة مثلية الجنس علنا. وتعتبر واحدة من ثمانية أعضاء في التجمع التشريعي للمثليين في كاليفورنيا. وتعيش في حي «ساوث بارك» مع زوجتها جينيفر ليسار.